# Габель Орест Мартинович
Габель Орест-Октавіан Мартинович (кінець 1849 — 15 березня 1915) — революціонер-народник, бібліотечний та громадський діяч. Брав участь у роботі «Гуртка американців» та «Київської Комуни», учасник Боснійсько-герцоговинського повстання.

## Біографія
Народився наприкінці 1849 року у містечку Волочиськ Старокостянтинівського повіту Волинської губернії в родині поляка Мартина Габеля та його дружини Бальбіни. Його батько був австрійським підданим і працював аптекарем, окрім Ореста у родині було два сина Едуард та Модест і донька Людвіка. Пізніше родина переїхала до містечка Купіль. Початкову освіту здобув у Кам'янець-Подільській чоловічій гімназії, яку закінчив у 1868 році. Наступного року вступив до медичного факультету Імператорського університету Святого Володимира у Києві. 
Мешкаючи у Києві в 1871—1872 роках входив до так званого «американського гуртка», де був одним з ватажків. Окрім Габеля туди входили брати Іван і Володимир Дебогорій-Мокрієвичі, Григорій Мачтет, Микола Судзіловський, Іван Ходько та декілька інших народників. Члени гуртка планували перебратися до Америки та заснувати там хліборобську комуну. Серед інших київських народників склалося негативне відношення до гуртка, його членів більше сприймали не як революціонерів, а як авантюристів.
2 березня 1873 року на його квартирі у Санкт-Петербурзі під час зібрання студентів здійснено обшук. Було знайдено його листування з емігрантами та політично неблагонадійними особами. Орест Габель був притягнутий до дізнання, 22 червня того ж року справа була припинена за відсутності ознак злочинної діяльності. За розпорядженням ІІІ Відділу висланий на проживання до батька до Волинської губернії.
Орест відізвався на заклик Михайла Сажина і у складі групи російських народників вирушив на Балкани, щоб взяти участь у Боснійсько-герцеговинському повстанні, воював у загоні Пеко Павловича. Зважаючи на безкорисність народників, всі вони з настанням холодів вирушили до Швейцарії. У 1870-роках жив у Женеві.
Пізніше навчався в Імператорській медико-хірургічній академії (де закінчив 3 курси) та Новоросійському університеті.
З травня 1876 року мешкав у Петербурзі під прізвищем Соболєв. Група Габеля готувала організацію втеч заарештованих революціонерів із Будинку попереднього ув'язнення. До складу групи входив Григорій Мачтет, який безпосередньо брав участь у підготовці втечі Порфирія Войноральського і Сергія Ковалика. 17 серпня 1877 року за стосунки з політичним арештантом Петропавлівської фортеці Коваликом та арештантами будинку попереднього ув'язнення Габель був заарештований, при арешті назвався Клименко. Того ж дня був ув'язнений до Петропавлівської фортеці. 23 червня 1878 року звільнений та висланий у заслання до Балаганська Іркутської губернії. З початку 1881 року входив до іркутського гуртка "Червоний хрест «Народної волі» під керівництвом К. Г. Неустроєва, який мав за мету сприяння втечі й організації звільнення політично засланих.
У 1881—1886 роках перебував під наглядом у Харківській губернії.
З 1886 року — головний інспектор Харківського представництва Варшавського страхового товариства, з 1903 — його керуючий.

## Громадська діяльність
Орест Габель займався громадською діяльністю. З 1894 року був членом Харківського товариства грамотності, з 1897 — вибраний його прижиттєвим членом. Спочатку входив до складу ревізійної комісії, а з 1897 упродовж 14 років членом правління. Вів бухгалтерію, входив до комітету сільських бібліотек. За участю комітету у Харківській губернії було відкрито майже 500 народних бібліотек. У 1906 році саме Харківська губернія посіла перше місце серед губерній Російської імперії за кількістю читалень. Член Харківської громадської бібліотеки, член правління бібліотеки (1893—1915), товариш (заступник) голови правління бібліотеки (1905—1915). Був товаришем голови батьківського комітету Третьої чоловічої гімназії. Обирався до складу ревізійної комісії Харківського товариства взаємного кредиту (1895). Долучався до роботи Харківського історико-філологічного товариства, як гість відвідував засідання. На засіданні товариства сприяння фізичному вихованню дітей, до якого входило 200 чоловік, виступав з доповіддю про захист від жорстокого поводження з дітьми (1901).

### Сприяння громадській бібліотеці
Член бібліотеки. Член Правління (1893—1915). З 9 лютого 1905 року й до смерті товариш голови правління Харківської громадської бібліотеки. Завідувач бухгалтерією. Вів інвентарну книгу бібліотечного майна. Багато працював над збором коштів на спорудження бібліотеки: звертався до прогресивної інтелігенції міста, запропонував організацію і проведення музичних вечорів, концертних виступів, прибуток від проведення яких йшов до фонду будівництва. Входив до складу будівельної комісії при зведенні нового приміщення бібліотеки. Займався питаннями формування, каталогізації, збереження й використання бібліотечного фонду. Співпрацював з книжковими магазинами та видавництвами з питань придбання книг з соціології, статистики, правознавства. Брав участь у звірці (1893), знепилюванні (1894) фонду, відборі й передачі до палітурної майстерні дефектних книжок. Організовував обслуговування читачів: запровадив іменні картки для підписників бібліотеки, складав рекомендаційні списки книг. Мав позицію — підписку на журнали здійснювати з урахуванням запитів підписників бібліотеки, щоб мати «газети з яскравим забарвленням у той чи інший бік». Брав участь у прийнятті рішення (за пропозицією С. О. Раєвського) про передачу фонду ліквідованих філій ХГБ бібліотеці Народного дому та журавлівській читальні (1910).

## Родина

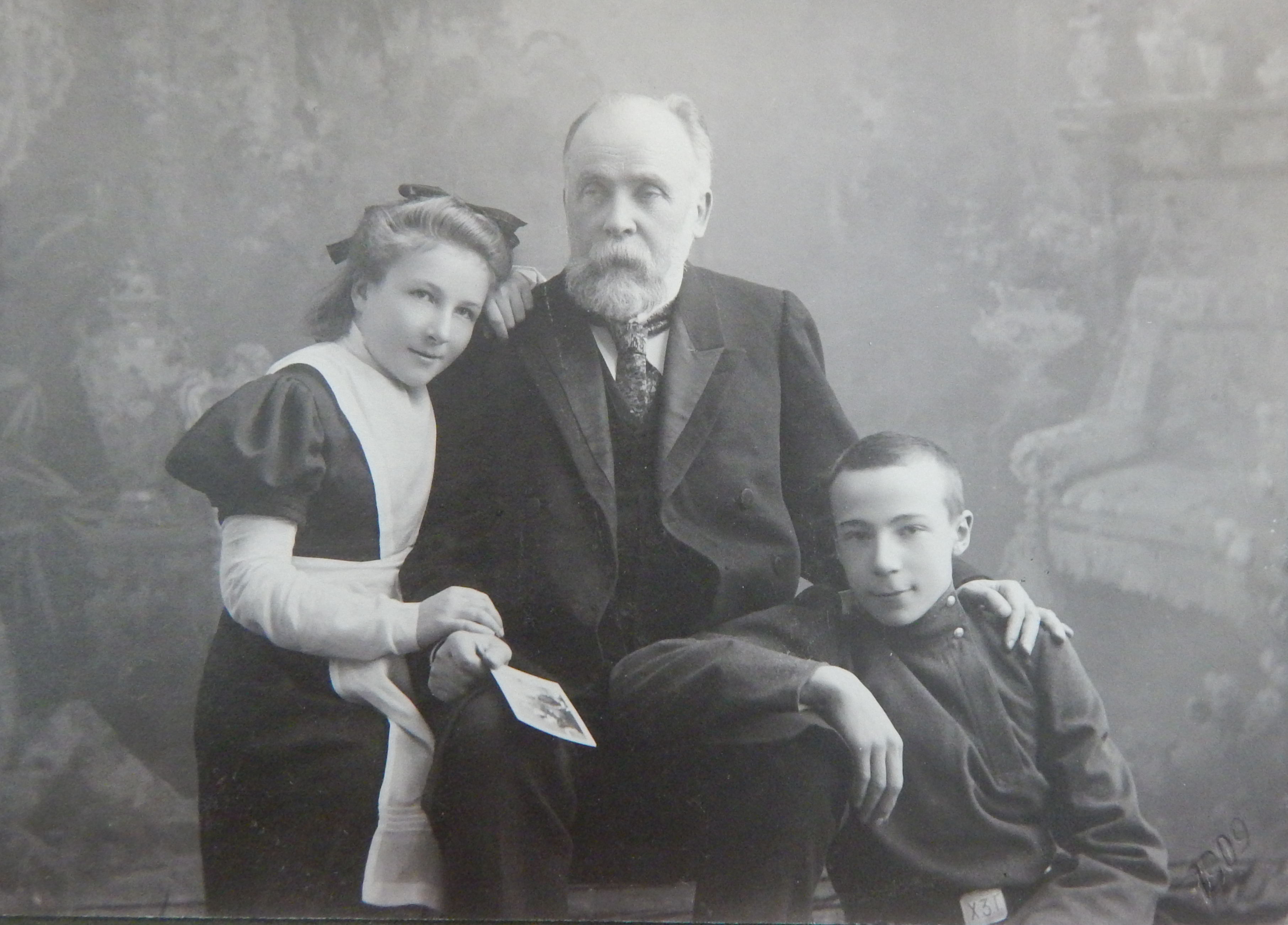
Орест Габель з молодшими дітьми Маргаритою та Юрієм. 1909 рік

Одружився з Августиною Станіславівною Габель (1853—1907) — народниці, організаторки бібліотечної справи у Харкові. У подружжя народилося шестеро дітей:
- Людмила Орестівна Габель (1876—1967) — бібліотекарка, активна учасниця революційного руху[10].
- Олена Орестівна Габель (1879—?) — бібліотекарка і хімік, перша жінка-лаборантка у Товариство фізико-хімічних наук при Харківському університеті[11].
- Валерія Орестівна Гассельбрінк (1881—1970) — бібліотекарка, працювала в Харківській громадській бібліотеці та її філіальних відділах. У 1944—1949 роках працювала завідувачкою районної бібліотеки Голишмановського району Тюменської області[12].
- Марія Орестівна Габель-Ющенко (1886—1923) — активна учасниця революційного руху. За радянських часів заснувала в Харкові центральну педагогічну бібліотеку, пізніше названу її ім'ям[9].
- Юрій Орестович Габель (1891—1949) — український хімік, доктор хімічних наук (1940), директор Інституту хімії при Харківському університеті[13].
- Маргарита Орестівна Габель (1893—1981) — українська літературознавиця та книгознавиця, кандидат філологічних наук[8].

## Пам'ять
1915 року, в пам'ять Ореста Габеля, збори правління бібліотеки затвердили 10 безкоштовних «абонементів 1-го розряду імені О. М. Габеля» для слухачок вищих жіночих курсів товариства трудящих жінок.
На похованні О. М. Габель були присутні: міський голова Д. І. Багалій, голова харківського товариства грамотності С. О. Раєвський, голова правління Харківської громадської бібліотеки О. М. Анциферов, професори В. Ф. Левицький, І. А. Красуський, Л. Я. Таубер, голова ради присяжних повірених С. А. Козлов.